# Daniel Batalha Henriques

Bischofswappen von Daniel Batalha Henriques

Daniel Batalha Henriques (* 30. März 1966 in Santo Isidoro, Kreis Mafra; † 4. November 2022 in Lissabon) war ein portugiesischer römisch-katholischer Geistlicher und Weihbischof in Lissabon.

## Leben
Daniel Batalha Henriques studierte ab 1982 Philosophie am Bischöflichen Knabenseminar São Paulo in Almada und ab 1983 Katholische Theologie an der Katholischen Universität Portugal in Lissabon. 1986 trat Batalha Henriques in das Priesterseminar Cristo Rei dos Olivais in Lissabon ein. Er wurde am 3. Dezember 1989 zum Diakon geweiht. Am 1. Juli 1990 empfing Daniel Batalha Henriques schließlich in der Kirche des Mosteiro dos Jerónimos das Sakrament der Priesterweihe.
Anschließend war Batalha Henriques am Bischöflichen Knabenseminar São Paulo in Almada tätig. 1992 wurde er zudem Mitglied des Priesterrats des Patriarchats von Lissabon. Von 1997 bis 2005 war Daniel Batalha Henriques Pfarrer der Pfarreien Nossa Senhora Rainha dos Apóstolos in Ramada und Nossa Senhora do Rosário in Famões. Außerdem war er ab 1997 Mitglied der diözesanen Kommission für den Ständigen Diakonat und ab 1999 Regionalvikar des Vikariats Loures. Batalha Henriques wurde 2005 Pfarrer der Pfarrei Cristo Rei in Algés und 2010 Pfarrer der Pfarrei Senhor dos Aflitos in Cruz Quebrada – Dafundo. 
Von 2012 bis 2016 war er Spiritual am Priesterseminar Cristo Rei dos Olivais in Lissabon und Direktor des Serviço de Animação Missionária do Patriarcado de Lisboa, bevor er 2016 Pfarrer der Pfarreien São Pedro e São Tiago und Santa Maria e São Miguel in Torres Vedras wurde. 2017 wurde Daniel Batalha Henriques zudem Pfarrer der Pfarrei Nossa Senhora da Oliveira in Matacães und Dekan des Dekanats Loures-Divelas.
Am 13. Oktober 2018 ernannte ihn Papst Franziskus zum Titularbischof von Aquae Thibilitanae und zum Weihbischof in Lissabon. Der Patriarch von Lissabon, Manuel Kardinal Clemente, spendete ihm am 25. November desselben Jahres in der Kirche des Mosteiro dos Jerónimos die Bischofsweihe; Mitkonsekratoren waren der Bischof von Porto, Manuel da Silva Rodrigues Linda, und der Bischof von Santarém, José Augusto Traquina Maria. Sein Wahlspruch Omnes fontes mei in te („Alle meine Quellen entspringen in dir“) stammt aus Ps 87,7 .
Daniel Batalha Henriques starb am 4. November 2022 in Lissabon an den Folgen einer Krebserkrankung, nachdem er bereits zuvor einige Zeit palliativ behandelt worden war.